# Ladislav Steinhauser
Ladislav Steinhauser (* 4. září 1954 Brno) je český spisovatel, podnikatel a pedagog.

## Podnikatelská činnost
V roce 1990 založil Vydavatelství potravinářské literatury a v roce 1991 zakoupil městské jatky v Tišnově. Postupně je přebudoval na potravinářskou firmu Steinhauser s.r.o., která v roce 2011 získala ocenění Firma roku 2011 v ČR. V roce 2014 předal vedení firmy svému synovi Ladislavovi a působí v ní nadále jako poradce.

## Spisovatelská činnost
Steinhauser je autorem více než čtyř set článků a řady odborných knih: Hygiena a technologie masa (1995), Vaříme a udíme doma (1991), Zapomenuté receptury masných výrobků (1991), Produkce masa (2000), Maso střed(t)em zájmu (2006), 700 let se lvem ve znaku (2010), O mase (2014), Příběhy potravin (2018) a spoluautorem dalších. 
Knih mysliveckých povídek: Má zelená cesta (2000), Z lesů vod a stepí (2002), Z lesního ticha (2003), za které byl oceněn Českou mysliveckou jednotou, Mým kamarádům (2024)
Cestopisů: Z Gibraltaru na Gibraltar (2008), Krajem světa na kraj světa (2015), Horký Balkán-Enduromanie (2016), Kolem kolem Moravy (2022), Náhorní Karabach (2009), Uzbekistán (2010), Neznámý Bangladéš (2016), Tonkinské postřehy (2023), Opiový trojúhelník (2024), Trojice chudých (2024), Jihočínským mořem (2024). 
Od roku 2005 každoročně vydává nástěnné kalendáře vlastních fotografií, v roce 2017 napsal knihu pro děti Rok s medvědem a v roce 2018 Druhý rok s medvědem. 
V roce 2021 napsal pro Český svaz zpracovatelů masa publikaci Třicet let ČSZM. Pravidelně publikuje v časopisu Maso, v časopisu Potravinářská revue publikoval 76 článků, byl redaktorem Řeznicko-uzenářských novin.

## Akademická činnost
Steinhauser působil jako pedagog v oboru hygiena a technologie masa na Vysoké škole veterinární, v období 2010-2014 byl děkanem Fakulty veterinární hygieny a ekologie Veterinární a farmaceutické univerzity Brno. Byl garantem postgraduální výuky veterinárních lékařů EU v programu Better Training for Safer Food pro oblast maso a členem Advicery Board Pfizer Animal.

## Ostatní
Steinhauser byl 29 let členem představenstva, 2001-2006 předsedou Českého svazu zpracovatelů masa ČR a viceprezidentem Potravinářské komory ČR. Byl členem redakční rady časopisu Meat Science a je dlouholetým předsedou redakční rady časopisu Maso.